# Pityrodia
Pityrodia  é um gênero botânico da família Lamiaceae

## Sinonímia
Denisonia

## Espécies
Formado por 58 espécies:
Pityrodia angustisepala Pityrodia atriplicina Pityrodia augustensis
Pityrodia axillaris Pityrodia bartlingii Pityrodia brynesii
Pityrodia byrnesii Pityrodia canaliculata Pityrodia chorisepala
Pityrodia chrysocalyx Pityrodia coerulea Pityrodia cuneata
Pityrodia depremesnilii Pityrodia depremesnilia Pityrodia dilatata
Pityrodia drumondii Pityrodia drummondii Pityrodia exserta
Pityrodia exsuccosa Pityrodia flexuosa Pityrodia gilruthiana
Pityrodia glabra Pityrodia glutinosa Pityrodia halganiacea
Pityrodia hemigenioides Pityrodia jamesii Pityrodia lanceolata
Pityrodia lanuginosa Pityrodia lepidota Pityrodia lewellini
Pityrodia lewellinii Pityrodia loricata Pityrodia loxocarpa
Pityrodia maculata Pityrodia megalophylla Pityrodia muelleriana
Pityrodia myriantha Pityrodia obliqua Pityrodia oldfieldii
Pityrodia ovata Pityrodia paniculata Pityrodia petiolaris
Pityrodia puberula Pityrodia pungens Pityrodia quadrangulata
Pityrodia racemosa Pityrodia salvifolia Pityrodia salviifolia
Pityrodia scabra Pityrodia serrata Pityrodia spectabilis
Pityrodia spenceri Pityrodia teckiana Pityrodia terminalis
Pityrodia ternifolia Pityrodia uncinata Pityrodia verbascina
Pityrodia viscida

## Nome e referências
Pityrodia R. Brown, 1810